# Cireșeni (okręg Harghita)
Cireșeni (węg. Sükő) – wieś w Rumunii, w okręgu Harghita, w gminie Feliceni. W 2011 roku liczyła 127 mieszkańców.